# Stefania Grimaldi
Księżniczka Stefania z Monako, I voto Ducruet, II voto Lopez Peres (Stephanie Marie Elizabeth Grimaldi, ur. 1 lutego 1965 w Monte Carlo) – monakijska księżniczka z dynastii Grimaldich, córka Rainiera III, księcia Monako i jego małżonki, księżnej Grace, piosenkarka, projektantka mody; od października 2018 zajmuje czternaste miejsce w linii sukcesji monakijskiego tronu.
Stefania urodziła się w Monte Carlo jako trzecie dziecko Rainiera III, księcia Monako i Grace, księżnej Monako.
W 1995 poślubiła Daniela Ducrueta, z którym ma dwoje dzieci: Ludwika Ducrueta (ur. 1992) i Paulinę Ducruet. Małżeństwo zostało zakończone rozwodem w 1996. W 2003 wyszła za Adansa Lopeza Peresa, a w 2004 para rozwiodła się.
Księżniczka Stefania pracowała jako modelka, piosenkarka i projektantka ubrań. Zaangażowana jest w działalność charytatywną. Jest prezydentem Międzynarodowego Festiwalu Cyrkowego Monte Carlo. W 2004 założyła fundację Fight AIDS Monaco. Regularnie uczestniczy w oficjalnych wydarzeniach w Księstwie Monako i reprezentuje w nich swojego brata.
Poprzez swojego przodka, Jana Wilhelma Friso, księcia Oranii spokrewniona jest ze wszystkimi rodzinami królewskimi i książęcymi panującymi w Europie.

## Powiązania rodzinne i edukacja
W sierpniu 1964 roku Pałac Książęcy podał do wiadomości, że księżna Grace spodziewa się narodzin swojego trzeciego dziecka na początku przyszłego roku. Księżniczka Stefania przyszła na świat 1 lutego 1965 godzinie 17:00 w Monte Carlo, ważyła 3 kg i mierzyła 50 cm. O godzinie 18:25 wystrzelono dwadzieścia jeden strzałów, aby uczcić narodziny nowej członkini rodziny książęcej.
Jej rodzicami byli Rainier III, książę Monako od 1949 do 2005 roku i Grace, księżna Monako, amerykańska aktorka, zdobywczyni Nagrody Akademii Filmowej w 1954 roku dla Najlepszej Aktorki za rolę Georgie Elgin w filmie Dziewczyna z prowincji.
Jej dziadkami są ze strony ojca Pierre, książę Valentinois, hrabia Polignac i jego małżonka, Charlotte, księżna Valentinois; natomiast ze strony matki John Brendan Kelly, amerykański mistrz olimpijski w wioślarstwie, i Margaret Kelly.
Ma dwoje starszego rodzeństwa, Karolinę, księżną Hanoweru i Alberta II, księcia Monako.
Księżniczka otrzymała imiona Stefania Maria Elżbieta, z których pierwsze na cześć swojej przodkini, Stefanii, wielkiej księżnej Badenii.
Została ochrzczona w maju 1965 w katedrze w Monako. Jej rodzicami chrzestnymi zostali brat matki, John Brendan Kelly młodszy i jej cioteczna siostra, Elżbieta de Massy.

### Dzieci chrzestne
- Andrea Casiraghi (ur. 1984), syn Stefana Casiraghiego i Karoliny, księżnej Hanoweru[5]
- Aleksander Grimaldi-Coste (ur. 2003), syn księcia Monako i Nicole Coste[6];
- Chanel Marie Knie (ur. 2012), córka Maycola Errani i Geraldine Knie[7]

### Edukacja
Księżniczka pobierała nauki w Dames de Saint-Maur w Monako, a następnie w szkole Dupanloup w Paryżu. Maturę zdała w 1982 roku. Szczególnie interesował ją taniec klasyczny, gra na fortepianie, gimnastyka i jazda konna. mówi biegle po francusku, monagesku, angielsku i włosku.

### Wypadek samochodowy
13 września 1982 księżniczka razem ze swoją matką wracały do Monako z jednej z francuskich posiadłości Grimaldich. Niedaleko miasta ich samochód wypadł z drogi, zaczął dachować, spadł w przepaść i zapalił się. Stefania została wyciągnięta z pojazdu przez 62-letniego ogrodnika, świadka zdarzenia, który następnie zadzwonił po służby medyczne, by pomóc uwięzionej za kierownicą księżnej Grace. Obydwie poszkodowane zostały przewiezione do kliniki imienia księżnej Grace, a Pałac Książęcy podał informację o zdarzeniu dodając, że są ranne, ale nie w stanie krytycznym. Grace miała liczne złamania kości. Obrażenia Stefanii nie były niebezpieczne dla jej zdrowia i szybko wróciła do Pałacu Książęcego.
Księżna Grace zmarła następnego dnia wieczorem, jak podał rzecznik rodziny książęcej, z powodu krwawienia mózgowego. Informacja była szokująca dla opinii publicznej, przekonanej o tym, że władczyni opuści szpital po około dziesięciodniowej hospitalizacji.
Media długo próbowały odtworzyć okoliczności, w jakich doszło do wypadku. Obydwie podróżujące samochodem nie miały zapiętych pasów bezpieczeństwa, oskarżano też księżniczkę o to, że to ona prowadziła pojazd, mimo iż była o rok za młoda, by uzyskać prawo jazdy. Ostatecznie stwierdzono, że księżna doznała ataku apopleksji, co sprawiło, że straciła kontrolę nad samochodem.
Księżniczka Stefania nie uczestniczyła w pogrzebie matki, który miał miejsce kilka dni później.

## Kariera modelki
Księżniczka próbowała swoich sił w modelingu, ale wobec niezadowolenia ojca z tej profesji, zajęła się projektowaniem ubrań.
W 1983 zaczęła współpracę w domu mody Christiana Diora pod opieką głównego projektanta, Marka Bohana. W 1984 uczestniczyła w spotkaniu prezydenta Francji, François Mitteranda z projektantami mody, które odbyło się na Polach Elizejskich. W 1986 zaprojektowała we współpracy z Alix de la Comble kolekcję strojów pływackich, które zaprezentowano w styczniu w Monte Carlo. W 1989 stworzyła własną linię perfum.
W 1984 i 1990 znalazła się na okładce hiszpańskiego magazynu Hola w roli modelki. W 1985 gościła na okładkach niemieckiego Vogue i amerykańskiego Vanity Fair.
W 2008 pomagała w redagowaniu i wystąpiła na okładce francuskiego Vogue.

## Kariera muzyczna
W 1986 roku wydała swoją pierwszą singlową piosenkę pt. Ouragan (Huragan), która błyskawicznie zajęła miejsce na liście dziesięciu najlepszych utworów i sprzedała się w pięciu milionach egzemplarzy. Wkrótce wydała debiutancki album Besoin (nazywany w niektórych krajach Stephanie). W 1987 nagrała piosenkę Young Ones Everywhere, wspierającą UNICEF.
W 1987 wyjechała do Los Angeles, by całkowicie poświęcić się muzyce. Mieszkała ze swoim ówczesnym chłopakiem, Mario Olivierem, który był już dwukrotnie żonaty i miał konflikt z prawem. Po pięciu latach ukazał się długo oczekiwany album, ale sprzedał się słabo.
W maju 1992 nagrała piosenkę In the Closet w duecie Michaelem Jacksonem.
W 2006, wraz z grupą francuskich piosenkarzy, wzięła udział w nagraniu piosenki L'or de nos Vies.

## Księżniczka Monako
W chwili narodzin księżniczka została wpisana na trzecie miejsce linii sukcesji monakijskiego tronu, za swoim bratem i siostrą, przed ciotką, księżniczką Antoinette.
Jest prezydentem kilku organizacji, między innymi Monaco Youth Center i Princess Stephanie Activity Center oraz honorowym członkiem amerykańskiej fundacji księżnej Grace. Jest patronem Międzynarodowego Festiwalu Cyrkowego w Monte Carlo, w którym regularnie uczestniczy jako gość honorowy; również organizacji AMADE, założonej przez jej matkę w 1963. Od 1985 jest prezydentem Monte Carlo Magic Grand Prix i Międzynarodowego Festiwalu Teatru Amatorskiego. Każdego roku bierze udział w obchodach Narodowego Dnia Monako.

### Działalność w Monako
18 października 2012 reprezentowała księcia w ceremonii wręczenia Golden Food Award w Monako.
13 lipca 2018 reprezentowała księcia Alberta w obchodach Narodowego Dnia Francji we francuskiej ambasadzie w Monako.

### Oficjalne wizyty zagraniczne
25 kwietnia 2008 uczestniczyła w oficjalnej wizycie do Monako prezydenta Francji Nicolasa Sarkozy’ego.
4 października 2017 wzięła udział w odsłonięciu pomnika księcia Rainiera III w Parku Cyrkowym w Bukareszcie. Została przyjęta w audiencji przez Małgorzatę, księżną koronną Rumunii i jej męża.
W marcu 2019 uczestniczyła w oficjalnej wizycie przewodniczącego Chińskiej Republiki Ludowej do Księstwa Monako.

### Fight AIDS Monaco
W 2004 księżniczka Stefania założyła organizację Fight AIDS Monaco, w działalność której jest czynnie zaangażowana. Celem jest szerzenie wiedzy na temat zakażenia wirusem HIV, choroby AIDS i skłonienie ludzi do profilaktyki i przeprowadzania regularnych badań krwi.
Jedną z akcji organizowanych w ramach Fight AIDS jest Test in the City. Odbywa się to przy współpracy Kliniki imienia Księżnej Grace i Monakijskiego Czerwonego Krzyża. Każda osoba może wówczas poddać się szybkiemu badaniu krwi na wykrycie w organizmie przeciwciał anty HIV-1 lub anty HIV-2. Wyniki otrzymuje się po około dziesięciu minutach.
Kolejne przedsięwzięcie to Jungle Fight, w ramach którego przez cały listopad księżniczka Stefania i zaproszeni goście na antenie Radia Monaco opowiadają o tym, jak radzić sobie z wirusem HIV i AIDS.
AIDS Memory Quit to specjalna uroczystość upamiętniająca osoby zmarłe z powodu tej choroby.
Księżniczka organizuje również aukcje charytatywne i specjalne konferencje, także z udziałem studentów. Co roku 1 grudnia bierze udział w obchodach Światowego Dnia AIDS.

### Międzynarodowy Festiwal Cyrkowy
W wieku dziewięciu lat Stefania doznała kontuzji podczas jednego z występów w ramach Międzynarodowego Festiwalu Cyrkowego w Monte Carlo. Od roku 2005 jest prezydentem i gościem honorowym tej imprezy. Zajmuje się wyborem kostiumów, choreografii, świateł i dekoracji. Pojawia się na trybunach podczas każdego występu, często w towarzystwie swojego brata i dzieci.

### Religia
Zgodnie z tradycją obowiązującą w dynastii Grimaldich, księżniczka Stefania została ochrzczona i wychowana w wierze katolickiej.
25 marca 1974 razem z rodzicami i rodzeństwem uczestniczyła w prywatnej audiencji u papieża Pawła VI.
Jest matką chrzestną przynajmniej dwóch osób.

### Patronaty
- Jest prezydentem Monaco Youth Center.
- Jest prezydentem Princess Stephanie Activity Center.
- Jest prezydentem Monte Carlo Magic Grand Prix (od 1985).
- Jest prezydentem Międzynarodowego Festiwalu Cyrkowego w Monte Carlo.
- Jest prezydentem Międzynarodowego Festiwalu Teatru Amatorskiego.
- Jest patronem  Compagnie des Carabiniers (od 2017).

## Życie prywatne
Najmłodsza członkini rodziny książęcej była przed media kojarzona między innymi z Robem Lowe i Paulem Belmondo, któremu zadedykowała jedną ze swoich pierwszych piosenek.
22 kwietnia 1990 ogłosiła swoje zaręczyny z francuskim biznesmenem Jeanem-Yves Le Fur. Wydarzenie miało miejsce w jednej z paryskich restauracji podczas kolacji z udziałem pięćdziesięciu zaproszonych gości. Zaręczyny zerwała księżniczka dwa miesiące później, gdy dowiedziała się, że jej narzeczony spędził pięć tygodni w więzieniu w 1985 roku, ponieważ był zamieszany w aferę finansową.
W 1988 nowym ochroniarzem księżniczki został Daniel Ducruet, Francuz urodzony w Monako. Był rozwiedziony ze swoją poprzednią żoną w połowie lat osiemdziesiątych, a z relacji z Martine Malbouvier miał kilkumiesięcznego syna Michaela. W październiku 1991 przestał pełnić swoją funkcję na dworze książęcym, zamieszkał ze Stefanią i otworzył firmę zajmującą się dystrybucją żywności, szczególnie owoców morza.
Pod koniec maja 1992 włoskie media podały, że Grimaldi jest w ciąży ze swoim chłopakiem i planuje ślub, ale w późniejszym czasie. Informacje zdementowała rzecznik Pałacu Książęcego, jednak kilkanaście dni później potwierdziła je sama zainteresowana.
26 listopada 1992 w klinice imienia księżnej Grace księżniczka, w obecności swojego partnera, urodziła syna, który otrzymał imiona Ludwik Robert Paweł. Chłopiec, ponieważ był dzieckiem nieślubnym, nie został wpisany do linii sukcesji monakijskiego tronu.
4 maja 1994, również w towarzystwie Ducrueta, urodziła w Monte Carlo swoje drugie dziecko, córkę Paulinę Grace Maguy. Podobnie jak jej brat, dziewczynka nie uzyskała miejsca w kolejce do dziedziczenia rodzinnego tronu.
W styczniu 1995 rzecznik rodziny książęcej poinformował, że cywilny ślub Grimaldi i Ducrueta odbędzie się w Monako z przyjęciem weselnym w Hotel Loews. Para wstąpiła w związek małżeński 1 lipca. Świadkami ceremonii zostali cioteczna siostra panny młodej i jej matka chrzestna, Elżbieta de Massy, oraz brat pana młodego, Alain Ducuret. Media zwróciły uwagę, że ślub zakończył czteroletni spór księżniczki z ojcem. Książę Rainier nie chciał wyrazić zgody na związek córki, ponieważ jej partner był rozwodnikiem i miał już jedno nieślubne dziecko. W przypadku braku jego przyzwolenia, Stefania utraciłaby wszystkie swoje tytuły, miejsce w linii sukcesji tronu i wsparcie finansowe. Poinformowano również, że Ducruet stara się o kościelne stwierdzenie nieważności jego poprzedniego małżeństwa. Teść nie przyznał mu żadnego tytułu szlacheckiego, nie uczynił tego wobec żadnego ze swoich zięciów.
Z chwilą zawarcia małżeństwa przez Daniela i Stefanię ich dzieci wedle prawa monakijskiego zostały uznane za legalnych potomków i wpisane odpowiednio na siódme (Ludwik) i ósme (Paulina) miejsce w kolejce do tronu, za swoim wujem Albertem, ciotką Karoliną, kuzynami Andreą, Pierre’em i Charlotte oraz za matką.
We wrześniu 1996 pojawiły się pierwsze doniesienia na temat kryzysu w małżeństwie księżniczki. Ducruet został sfotografowany przez włoskich dziennikarzy w dwuznacznej sytuacji z belgijską modelką i przyznał się do zdrady. Stefania złożyła pozew rozwodowy 16 września i uzyskała rozwód 5 października.
W 1998 roku okazało się, że księżniczka ponownie jest w ciąży. 15 lipca 1998 urodziła swoją drugą córkę, która otrzymała imiona Kamila Maria Kelly. Dziewczynce w akcie urodzenia wpisano nazwisko Grimaldi i jako potomkini nieślubna nie została dodana do linii sukcesji monakijskiego tronu. Po kilku dniach media poinformowały, że ojcem kolejnej wnuczki księcia Rainiera jest Jan Raymond Gottlieb, dawny ochroniarz Stefanii, z którym była w związku, ale rozstała się kilka miesięcy wcześniej. Mężczyzna pochodził z Nicei i był synem komendanta żandarmerii francuskiej. Nazwisko Kamili dopiero po kilku latach zostało zmienione na Gottlieb. Gdyby Jan i Stefania zawarli legalny związek małżeński, ich córkę wpisano by na ostatnie miejsce listy sukcesji.
W 2001 opuściła Monako i razem z dziećmi oraz dwoma psami dołączyła do cyrku. Tam nawiązała romans z Franco Knie, dyrektorem narodowego cyrku szwajcarskiego. Mężczyzna miał 47 lat i od czternastu lat był żonaty z kobietą o imieniu Claudine. Księżniczka zakończyła tę relację w marcu 2002.
16 września 2003 Pałac Książęcy ogłosił, że księżniczka Stefania poślubiła w czasie prywatnej ceremonii w Genewie Adansa Lopez Peres, portugalskiego akrobatę cyrkowego. Para rozwiodła się w listopadzie 2004.
21 lutego 2018 ogłosiła zaręczyny swojego syna z Marią Chevallier.

## Genealogia

### Przodkowie
|  |                                            |  |  |  |  |  |  |  |  |  |  |  |  |  |  |  |
|  | Charles, hrabia Polignac (1824-1881)       |  |  |  |  |  |  |  |  |  |  |  |  |  |  |  |
|  |                                            |  |  |  |  |  |  |  |  |  |  |  |  |  |  |  |
|  |                                            |  |  |  |  |  |  |  |  |  |  |  |  |  |  |  |
|  | Maxence, hrabia Polignac (1857-1936)       |  |  |  |  |  |  |  |  |  |  |  |  |  |  |  |
|  |                                            |  |  |  |  |  |  |  |  |  |  |  |  |  |  |  |
|  |                                            |  |  |  |  |  |  |  |  |  |  |  |  |  |  |  |
|  | Marie, hrabina Polignac (1828-1883)        |  |  |  |  |  |  |  |  |  |  |  |  |  |  |  |
|  |                                            |  |  |  |  |  |  |  |  |  |  |  |  |  |  |  |
|  |                                            |  |  |  |  |  |  |  |  |  |  |  |  |  |  |  |
|  | Pierre, książę Valentinois (1895-1964)     |  |  |  |  |  |  |  |  |  |  |  |  |  |  |  |
|  |                                            |  |  |  |  |  |  |  |  |  |  |  |  |  |  |  |
|  |                                            |  |  |  |  |  |  |  |  |  |  |  |  |  |  |  |
|  | Isidoro de la Torre (1798-1858)            |  |  |  |  |  |  |  |  |  |  |  |  |  |  |  |
|  |                                            |  |  |  |  |  |  |  |  |  |  |  |  |  |  |  |
|  |                                            |  |  |  |  |  |  |  |  |  |  |  |  |  |  |  |
|  | Susana, hrabina Polignac (1858-1913)       |  |  |  |  |  |  |  |  |  |  |  |  |  |  |  |
|  |                                            |  |  |  |  |  |  |  |  |  |  |  |  |  |  |  |
|  |                                            |  |  |  |  |  |  |  |  |  |  |  |  |  |  |  |
|  | Luisa de Mier (1830-1883)                  |  |  |  |  |  |  |  |  |  |  |  |  |  |  |  |
|  |                                            |  |  |  |  |  |  |  |  |  |  |  |  |  |  |  |
|  |                                            |  |  |  |  |  |  |  |  |  |  |  |  |  |  |  |
|  | Rainier III, książę Monako (1923-2005)     |  |  |  |  |  |  |  |  |  |  |  |  |  |  |  |
|  |                                            |  |  |  |  |  |  |  |  |  |  |  |  |  |  |  |
|  |                                            |  |  |  |  |  |  |  |  |  |  |  |  |  |  |  |
|  | Albert I, książę Monako (1848-1922)        |  |  |  |  |  |  |  |  |  |  |  |  |  |  |  |
|  |                                            |  |  |  |  |  |  |  |  |  |  |  |  |  |  |  |
|  |                                            |  |  |  |  |  |  |  |  |  |  |  |  |  |  |  |
|  | Ludwik II, książę Monako (1870-1949)       |  |  |  |  |  |  |  |  |  |  |  |  |  |  |  |
|  |                                            |  |  |  |  |  |  |  |  |  |  |  |  |  |  |  |
|  |                                            |  |  |  |  |  |  |  |  |  |  |  |  |  |  |  |
|  | Maria, hrabina Tolna (1850-1922)           |  |  |  |  |  |  |  |  |  |  |  |  |  |  |  |
|  |                                            |  |  |  |  |  |  |  |  |  |  |  |  |  |  |  |
|  |                                            |  |  |  |  |  |  |  |  |  |  |  |  |  |  |  |
|  | Charlotte, księżna Valentinois (1898-1977) |  |  |  |  |  |  |  |  |  |  |  |  |  |  |  |
|  |                                            |  |  |  |  |  |  |  |  |  |  |  |  |  |  |  |
|  |                                            |  |  |  |  |  |  |  |  |  |  |  |  |  |  |  |
|  | Jacques Louvet (1830-1910)                 |  |  |  |  |  |  |  |  |  |  |  |  |  |  |  |
|  |                                            |  |  |  |  |  |  |  |  |  |  |  |  |  |  |  |
|  |                                            |  |  |  |  |  |  |  |  |  |  |  |  |  |  |  |
|  | Maria Louvet (1867-1930)                   |  |  |  |  |  |  |  |  |  |  |  |  |  |  |  |
|  |                                            |  |  |  |  |  |  |  |  |  |  |  |  |  |  |  |
|  |                                            |  |  |  |  |  |  |  |  |  |  |  |  |  |  |  |
|  | Josephine Louvet (1828-1871)               |  |  |  |  |  |  |  |  |  |  |  |  |  |  |  |
|  |                                            |  |  |  |  |  |  |  |  |  |  |  |  |  |  |  |
|  |                                            |  |  |  |  |  |  |  |  |  |  |  |  |  |  |  |
|  | Księżniczka Stefania z Monako (1965-)      |  |  |  |  |  |  |  |  |  |  |  |  |  |  |  |
|  |                                            |  |  |  |  |  |  |  |  |  |  |  |  |  |  |  |
|  |                                            |  |  |  |  |  |  |  |  |  |  |  |  |  |  |  |
|  | Brian Kelly (1805-1889)                    |  |  |  |  |  |  |  |  |  |  |  |  |  |  |  |
|  |                                            |  |  |  |  |  |  |  |  |  |  |  |  |  |  |  |
|  |                                            |  |  |  |  |  |  |  |  |  |  |  |  |  |  |  |
|  | John Kelly (1847-1897)                     |  |  |  |  |  |  |  |  |  |  |  |  |  |  |  |
|  |                                            |  |  |  |  |  |  |  |  |  |  |  |  |  |  |  |
|  |                                            |  |  |  |  |  |  |  |  |  |  |  |  |  |  |  |
|  | Honora Kelly (1821-1884)                   |  |  |  |  |  |  |  |  |  |  |  |  |  |  |  |
|  |                                            |  |  |  |  |  |  |  |  |  |  |  |  |  |  |  |
|  |                                            |  |  |  |  |  |  |  |  |  |  |  |  |  |  |  |
|  | John Kelly (1899-1960)                     |  |  |  |  |  |  |  |  |  |  |  |  |  |  |  |
|  |                                            |  |  |  |  |  |  |  |  |  |  |  |  |  |  |  |
|  |                                            |  |  |  |  |  |  |  |  |  |  |  |  |  |  |  |
|  | Walter Costello (1832-1910)                |  |  |  |  |  |  |  |  |  |  |  |  |  |  |  |
|  |                                            |  |  |  |  |  |  |  |  |  |  |  |  |  |  |  |
|  |                                            |  |  |  |  |  |  |  |  |  |  |  |  |  |  |  |
|  | Mary Kelly (1852-1926)                     |  |  |  |  |  |  |  |  |  |  |  |  |  |  |  |
|  |                                            |  |  |  |  |  |  |  |  |  |  |  |  |  |  |  |
|  |                                            |  |  |  |  |  |  |  |  |  |  |  |  |  |  |  |
|  | Anne Costello (1833-1882)                  |  |  |  |  |  |  |  |  |  |  |  |  |  |  |  |
|  |                                            |  |  |  |  |  |  |  |  |  |  |  |  |  |  |  |
|  |                                            |  |  |  |  |  |  |  |  |  |  |  |  |  |  |  |
|  | Grace, księżna Monako (1929-1982)          |  |  |  |  |  |  |  |  |  |  |  |  |  |  |  |
|  |                                            |  |  |  |  |  |  |  |  |  |  |  |  |  |  |  |
|  |                                            |  |  |  |  |  |  |  |  |  |  |  |  |  |  |  |
|  | Johann Majer (1827-1885)                   |  |  |  |  |  |  |  |  |  |  |  |  |  |  |  |
|  |                                            |  |  |  |  |  |  |  |  |  |  |  |  |  |  |  |
|  |                                            |  |  |  |  |  |  |  |  |  |  |  |  |  |  |  |
|  | Carl Majer (1863-1922)                     |  |  |  |  |  |  |  |  |  |  |  |  |  |  |  |
|  |                                            |  |  |  |  |  |  |  |  |  |  |  |  |  |  |  |
|  |                                            |  |  |  |  |  |  |  |  |  |  |  |  |  |  |  |
|  | Luise Majer (1837-1904)                    |  |  |  |  |  |  |  |  |  |  |  |  |  |  |  |
|  |                                            |  |  |  |  |  |  |  |  |  |  |  |  |  |  |  |
|  |                                            |  |  |  |  |  |  |  |  |  |  |  |  |  |  |  |
|  | Margaret Kelly (1898-1990)                 |  |  |  |  |  |  |  |  |  |  |  |  |  |  |  |
|  |                                            |  |  |  |  |  |  |  |  |  |  |  |  |  |  |  |
|  |                                            |  |  |  |  |  |  |  |  |  |  |  |  |  |  |  |
|  | Georg Berg (1841-1908)                     |  |  |  |  |  |  |  |  |  |  |  |  |  |  |  |
|  |                                            |  |  |  |  |  |  |  |  |  |  |  |  |  |  |  |
|  |                                            |  |  |  |  |  |  |  |  |  |  |  |  |  |  |  |
|  | Margaretha Majer (1870-1949)               |  |  |  |  |  |  |  |  |  |  |  |  |  |  |  |
|  |                                            |  |  |  |  |  |  |  |  |  |  |  |  |  |  |  |
|  |                                            |  |  |  |  |  |  |  |  |  |  |  |  |  |  |  |
|  | Elisabetha Berg (1843-1886)                |  |  |  |  |  |  |  |  |  |  |  |  |  |  |  |
|  |                                            |  |  |  |  |  |  |  |  |  |  |  |  |  |  |  |
|  |                                            |  |  |  |  |  |  |  |  |  |  |  |  |  |  |  |

### Potomkowie
- Louis Robert Paul Ducruet (ur. 26 listopada 1992 w Monako); został ochrzczony w wierze katolickiej 17 kwietnia 1995 w katedrze Świętej Dewoty w Monako[54], a jego rodzicami chrzestnymi zostali książę Albert (brat matki) i księżniczka Karolina (siostra matki). Jego żoną jest Marie Hoa Chevallier (ur. 28 grudnia 1992 w Nicei), którą poślubił 26 lipca 2019 w ceremonii cywilnej Ratuszu Monakijskim i 27 lipca 2019 w ceremonii religijnej w Katedrze Notre Dame w Monako
  - Victoire Maguy Lam Huong Ducruet (ur. 4 kwietnia 2023 w Monako)[55]; została ochrzczona w wierze katolickiej 7 września 2024, a jej rodzicami chrzestnymi zostali Michael Ducruet (brat ojca) i Camille Gottlieb (siostra ojca)[56].
  - Constance Ducruet (ur. 2 grudnia 2024 w Monako)[57]
- Pauline Grace Maguy Ducruet (ur. 4 maja 1994 w Monako); została ochrzczona 17 kwietnia 1995 w katedrze Świętej Dewoty w Monako, a jej rodzicami chrzestnymi zostali książę Albert (brat matki) i księżniczka Karolina (siostra matki).
- Camille Marie Kelly Gottlieb (ur. 15 lipca 1998 w Monako); została ochrzczona w wierze katolickiej 5 kwietnia 1999 w katedrze Świętej Dewoty w Monako[58].

## Tytuły
| Od            | do    | Tytuł                                               |
| ------------- | ----- | --------------------------------------------------- |
| 2 lutego 1965 | nadal | Jej Książęca Wysokość Księżniczka Stefania z Monako |